# Nomophila helvolalis
Nomophila helvolalis is een vlinder uit de familie van de grasmotten (Crambidae), uit de onderfamilie van de Spilomelinae. De wetenschappelijke naam van deze soort is voor het eerst voorgesteld als Botys helvolalis door Peter Maassen in een publicatie uit 1890.
Deze soort komt voor in Bolivia.